# 바르도 국립박물관 총기 난사 사건
바르도 국립박물관 총기 난사 사건은 2015년 3월 18일 튀니지 튀니스의 바르도 국립박물관에서 외국인 관광객이 무장한 남자 2인조에게 습격당한 사건이다.

## 테러
2015년 3월 18일 오후 12시 30분 튀니지 국회의사당 바로 옆에 있는 바르도 국립박물관에 군복 차림의 무장 괴한 2명이 침입했다. 총격 당시에 약 200명의 관광객이 박물관 내부에 있었다. 괴한은 박물관 정문에서 관광객들에게 총기를 난사했고, 이 과정에서 8명이 사망했다. 박물관 내부에 진입한 후에는 외국인 인질들에게 총격을 가해 10명이 사망했다. 튀니지 대테러 부대원들은 3시간 동안 박물관을 포위했고, 괴한은 박물관에 진입한 대테러 부대원과의 총격전 끝에 사망했다.